# Lenço umedecido

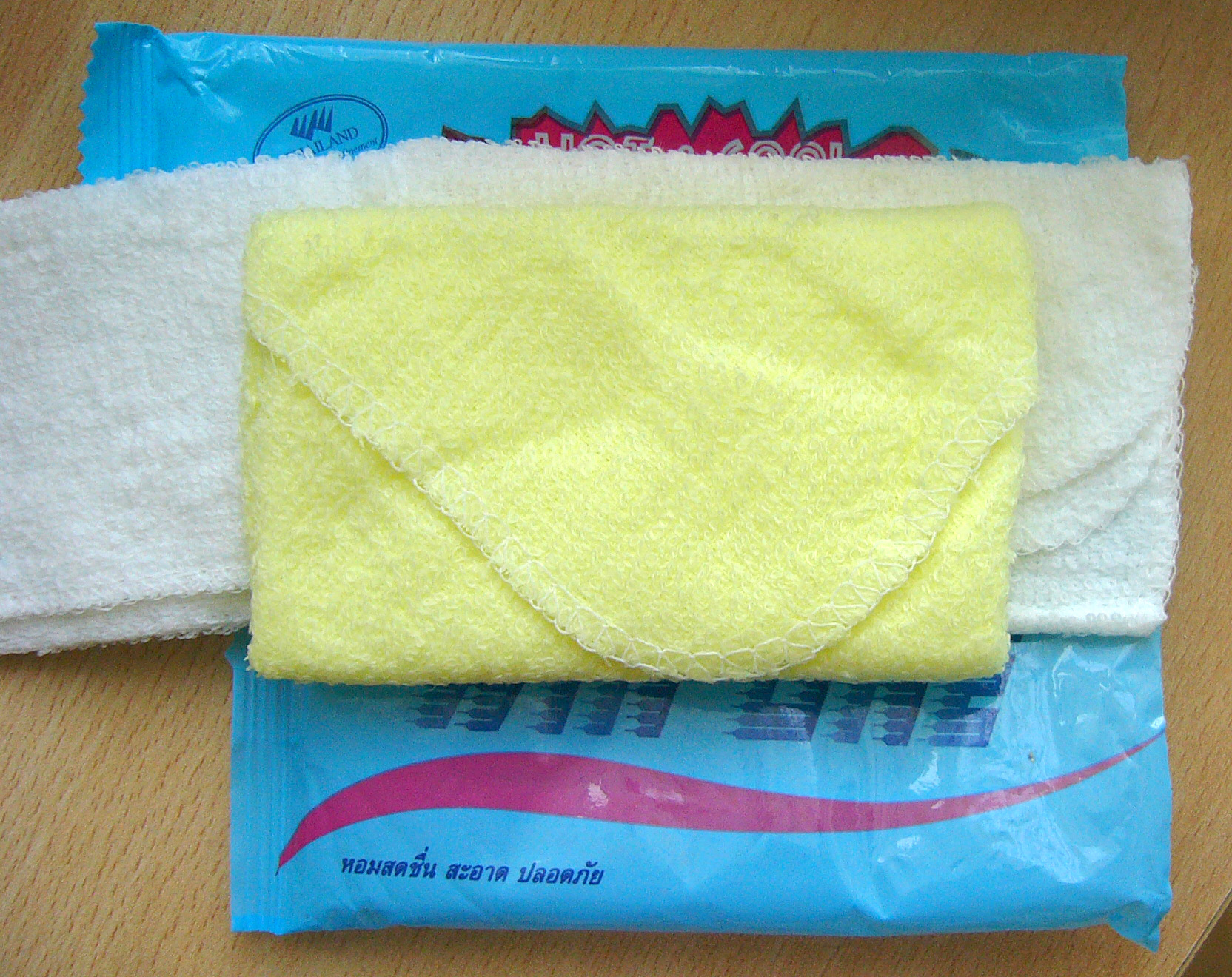
Lenço umedicido

Lenço umedecido é um pequeno pedaço de um guardanapo ou um pano umedecido. Geralmente é dobrado e coberto para proporcionar conforto individual. Lenço umedecido são usadas para fins de limpeza, como higiene pessoal ou limpeza doméstica.

## Fabricação
Noventa por cento dos lenços umedecidos no mercado são produzidos a partir de tecidos não tecidos de poliéster ou polipropileno.